# Эстерхази, Петер
Пе́тер Э́стерхази (венг. Esterházy Péter; 14 апреля 1950, Будапешт — 14 июля 2016) — венгерский писатель.

## Семья
Родился в 1950 году в Будапеште в аристократической семье Эстерхази. Его дед, граф Мориц Эстерхази, непродолжительное время был премьер-министром Венгрии. Отец — граф Матяш Эстерхази (1919—1998), мать — Ирен Магдолна Маньоки (1916—1980). Брат, Мартон (род. 1956), футболист, выступавший за сборную Венгрии. Был женат на Реен Маргит (род. 1952), воспитал четырёх детей.

## Обучение
Окончил религиозную гимназию, затем получил математическое образование в университете им. Лоранда Этвеша, окончил его в 1974 году. Работал программистом в институте вычислительной техники при министерстве машиностроения, с 1978 года — профессиональный писатель.

## Труды
Первый роман, «Фанчико и Пинта», опубликовал в 1976 году (русский перевод: 1990 год). На настоящий момент автор 28 произведений. Автор таких книг: «Производственный роман», «Женщина», «Чучело лебедя», «Из башни слоновой кости».
В Венгрии издано несколько сотен исследований, критики о его работах; лауреат многих престижных венгерских и международных литературных премий. Романы, рассказы Эстерхази были переведены более чем на 20 языков (английский, болгарский, чешский, датский, финский, французский, иврит, голландский, хорватский, японский, польский, литовский, немецкий, норвежский, итальянский, русский, португальский, румынский, испанский, шведский, сербский, словацкий, словенский, турецкий, украинский, эстонский), произведения его широко известны как на родине, так и за рубежом.
Петер Эстерхази один из лидеров венгерского и европейского постмодернизма. Его работам характерны интертекстуальность, цитирование, фрагментарность, а также мозаичность. В первую очередь, вместо истории для него важен текст и своё ударение он направляет на него. В его произведениях большое количество ссылок, для него очень значима венгерская культура. Также писатель много внимания уделяет трансформации культур восточноевропейских стран и истории тоталитарных обществ.

## Публикации на русском языке
На русском языке были изданы такие книги как: «Производственный роман» (впервые опубликован в Венгрии в 1979 году), который принес мировую известность писателю (рус. перевод 2001), «Малая венгерская порнография» (1984, рус. перевод 2004), «Записки синего чулка и другие тексты» (избранные эссе, рус. перевод 2001), «Небесная гармония» (Harmonia caelestis, 2000), «Исправленное издание. Приложение к роману Harmonia caelestis» (2002, оба романа в рус. переводе 2008).

## Членство в организациях
- С 1993 года — Литературно-Художественная Академия имени Сечени
- Deutsche Akademie für Sprache und Dichtung (Darmstadt)
- Akademie der Künste (Berlin)
- Académie Européenne des Sciences, des Arts et des Lettre

## Награды и премии
- Премия Милана Фюшта (1983)
- Премия Тибора Дери (1984)
- Премия Аттилы Йожефа (1986)
- Премия Виленицы (1988)
- Премия журнала «Alföld» (1991)
- Премия Римского Литературного Фестиваля / Premio Opera di Poesia (Италия, 1993)
- Премия Эрнё Сепа (1996)
- Премия Кошута (1996)
- Премия Виленицы (1998)
- Командор Ордена искусств и литературы (Франция, 1998)
- Австрийская государственная премия по европейской литературе (1999)
- Премия Шандора Мараи (2001)
- Премия «Гундель» в области искусств (2001)
- Премия Дьёрской книжной ярмарки (2002)
- Премия Гердера (Австрия, 2002)
- Премия мира немецких книготорговцев (2004)
- Prima Primissima (2006)
- Командор ордена Заслуг (Венгрия, 2007)
- Премия Манеса Шпербера (2009)
- Почётный гражданин Будапешта (2009)
- Премия «Двадцать лет Республики» (23 октября 2009)
- Командор ордена «За заслуги перед культурой»[рум.] в категории A «Литература» (Румыния, 2010)[2]
- Премия AEGON в области искусств (2011)
- Премия Жанетты Шокен (2013)